# Parafia św. Dominika w Nysie

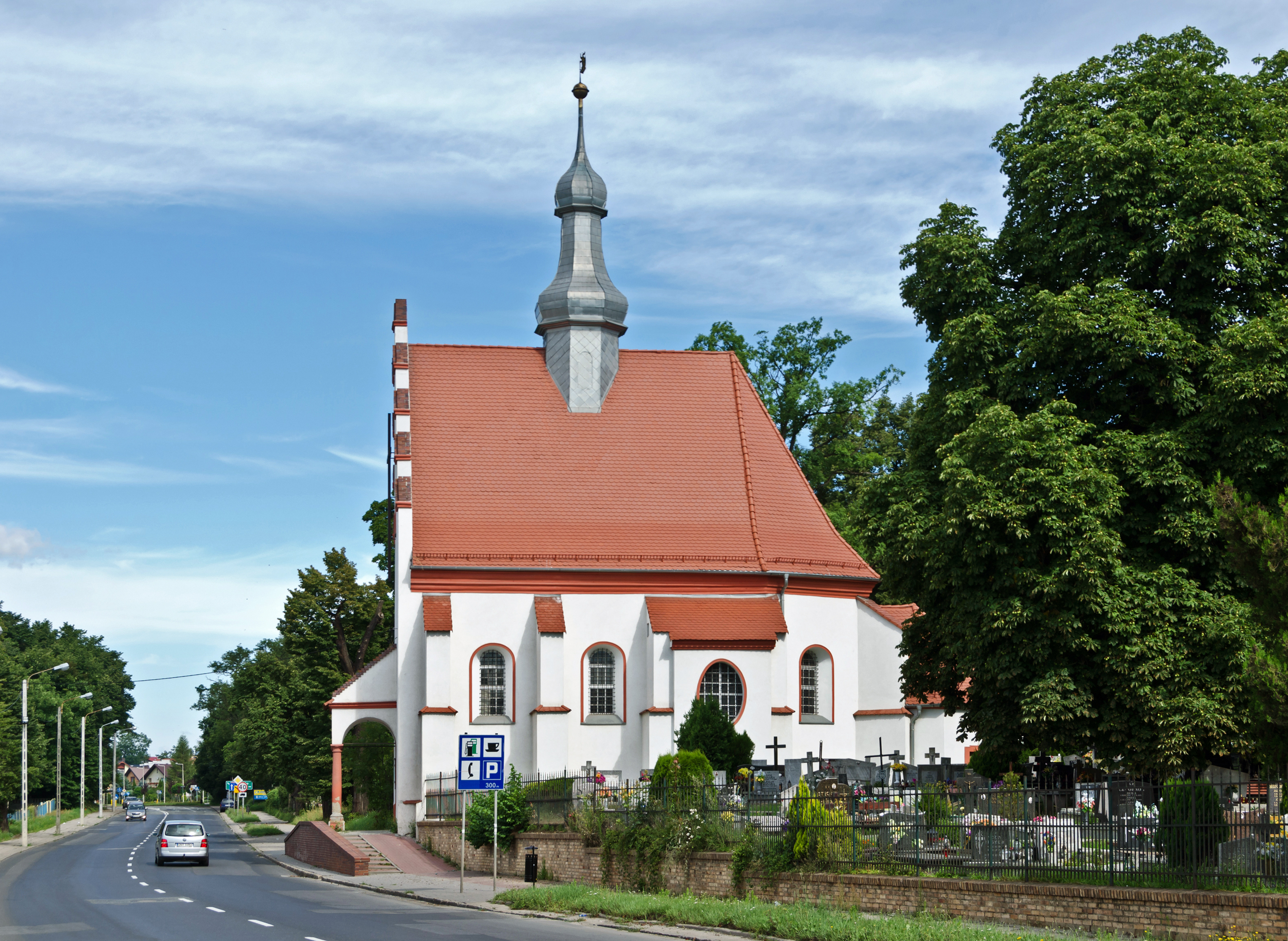
Kościół filialny Świętego Krzyża należący do parafii

Parafia św. Dominika w Nysie – rzymskokatolicka parafia położona w metropolii katowickiej, diecezji opolskiej, w dekanacie nyskim.

## Zasięg parafii
Do parafii należy około 3700 wiernych z północno-zachodniej części Nysy (ulice: ulice: Bociania, Br. Gierymskich, Chełmońskiego, Dunikowskiego, Głowackiego, Górna, Grottgera, Jaskółcza, Jastrzębia, Pl. Kilińskiego, Kościuszki, Krasickiego, Krucza, Kukułcza, Malczewskiego, Michałowskiego, Mieczysława I, Orla, Pionierów, Polna, Poniatowskiego, Słowiańska (numery nieparzyste 1-15 oraz 2), Słowicza, Sokola, Szymanowskiego, Ujejskiego, Wiejska, Wyczółkowskiego) oraz z miejscowości Jędrzychów i Skorochów.

## Historia parafii
Tereny dzisiejszej parafii św. Dominika w Nysie od czasów średniowiecza wchodziły w skład parafii św. Jakuba. W 1788 r. na obszarze przedmieścia Friedrichstadt wybudowano kościół katolicki dla dominikanów.
Na przełomie XIX i XX wieku wraz ze zniesieniem statusu miasta-twierdzy dokonuje się likwidacji murów miejskich i bram w Nysie czego efektem była rozbudowa miasta. Parafia św. Jakuba liczyła wówczas kilkadziesiąt tysięcy wiernych. W związku z tym władze diecezji wrocławskiej podjęły decyzję o wydzielenie z terytorium parafii św. Jakuba nowej parafii, która swoim terytorium miała objąć tereny położone na zachodnim brzegu Nysy Kłodzkiej. Oficjalnie nowa parafia została erygowana w 1914 r.
Pierwszym proboszczem nowej parafii został ks.dr Hubert Gerigk, który otrzymał święcenia kapłańskie w 1898 r. Podczas działań wojennych, prowadzonych na terenie Nysy, zabudowania parafialne uległy zupełnemu zniszczeniu, zaś kościół parafialny i filialny dewastacji.
Pierwsze lata powojenne przyniosły przesiedlenie dotychczasowych parafian w głąb Niemiec oraz osiedlenie na ich miejscu ludności polskiej. Od razu podjęto odbudowę bazy parafialnej. Pierwszym polskim proboszczem został franciszkanin Marian. Opiekę duszpasterska nad wspólnotą sprawowali księża z parafii katedralnej.
W latach 1958–1962 trwały prace przy odbudowie, remoncie i rozbudowie kościoła oraz plebanii, w których udział brali lokalni parafianie.

## Proboszczowie
| L.p. | Lata rządów                      | Imię i nazwisko          | Informacje dodatkowe                                                          |
| ---- | -------------------------------- | ------------------------ | ----------------------------------------------------------------------------- |
| 1    | 17 września 1915 – kwiecień 1944 | ks. dr Hubert Gerigk     | doktor teologii i prawa kanonicznego                                          |
| 2    | kwiecień 1944 – 1947             | ks. Otto Jaritz          | przesiedlony do Rastattu (RFN) w 1947                                         |
| 3    | 1947 – 1950                      | Marian, O.F.M.           | franciszkanin                                                                 |
| 4    | 1950 – październik 1951          | ks. Franciszek Grochoł   | zmarł w 1951 r.                                                               |
| 5    | październik 1951 – sierpień 1958 | ks. J. Maciej            |                                                                               |
| 6    | sierpień 1958 –                  | ks. dr Antoni Kubik      | profesor przy Wyższym Seminarium Duchownym w Nysie z zakresu nauk biblijnych. |
| 7    |                                  | ks. Józef Sztonyk        |                                                                               |
| 8    |                                  | ks. Józef Urban          |                                                                               |
| 9    |                                  | ks. Tadeusz Bartoszewski |                                                                               |

## Kościół
Kościół parafialny pw. św. Dominika wybudowano w latach 1784-1788, z inicjatywy zakonu dominikanów, którzy zarządzali nim i przyległym do niego klasztorem do sekularyzacji w 1810 r. Najcenniejsza w świątyni jest XVIII-wieczna polichromia późnobarokowa, pochodząca z czasów budowy kościoła, zawierająca sceny z życia św. Dominika, która była odnawiana w 1930 r.
Na terenie parafii znajdują się ponadto kościoły:
- Kościół filialny pw. Matki Bożej Wiernej i św. Rocha – został zbudowany w 1835 r. dla mieszkańców Jędrzychowa; początkowo nosił wezwanie św. Urbana. Ostatnio restaurowany był w latach 1984-1986.
- Kościół cmentarny pw. św. Krzyża – wybudowany w 1633 r.

W przeszłości kościołem filialnym tej parafii był także Kościół św. Franciszka z Asyżu, który powstał w 1659 r. dla zakonu kapucynów, z fundacji bpa Leopolda Wilhelma Habsburga, ordynariusza wrocławskiego. Jednakże od 1997 roku jest on kościołem głównym nowo utworzonej parafii św. Franciszka.